# 天鵝座61
天鵝座61，又稱貝塞爾星（英語：Bessel's Star）、皮亞齊飛行之星（英語：Piazzi's Flying Star），中國傳統名稱天津增廿九，是一個位於天鵝座的雙星系統，由一對K型橙矮星所組成，彼此互相以659年的週期運轉，形成一個目視雙星系統。因為天鵝座61雙星的視星等分別為5及6等，所以它們對於一個沒有使用光學儀器的觀測者而言是非常不顯眼的恆星。
天鵝座61首先引起天文學家的注意是因為它的自行運動相當快速。德國天文學家弗里德里希·威廉·贝塞尔在1838年估算天鵝座61與地球的距離大約為10.4光年，這個數值與實際距離11.4光年已經非常接近，這是天文學家第一次使用恆星視差來測量估算太陽以外的恆星與地球之間的距離。在20世紀中，曾有幾個不同的天文學家提出觀測到大質量行星環繞天鵝座61其中1顆恆星的報告，但最近高精確度的徑向速度觀測顯示這些報告都是錯誤的。直到目前為止，天文學家尚未證實這個恆星系統中存在任何行星，過去所有的發現報告現在都被視為是不可信的。

## 觀測歷史

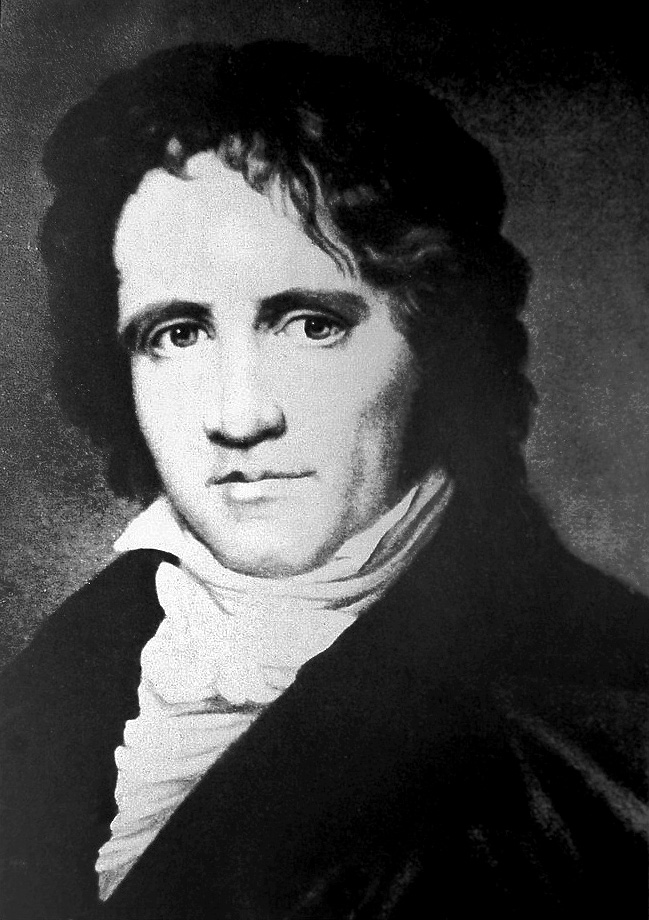
弗里德里希·威廉·貝塞爾於1838年測量天鵝座61的視差

義大利天文學家朱塞普·皮亞齊在1804年首次觀察到天鵝座61巨大的自行運動，因此他命名為「飛行之星」。然而皮亞齊的觀測結果只有很少人注意到，這是因為他的觀察時間較短，僅僅只有10年。後來弗里德里希·威廉·贝塞尔在1812年發表觀測結果才讓這一顆恆星獲得天文學家廣泛的注意。
瓦西里·雅可夫列维奇·斯特鲁维在1830年首次對於天鵝座61是否是一顆雙星提出異議。在經過許多年後，天文學家仍然無法完全確定天鵝座61是否只是一個看似雙星，但其實是兩顆距離非常遙遠的恆星或是真正一個受到重力影響的恆星系統。
這個恆星系統的自行運動相當快速，是當時已知的恆星中最大的一個，所以天文學家使用視差來測定天鵝座61與地球之間距離，當時的天文觀測水準首次讓天文學家可以使用這個方法來測量恆星與地球之間的距離。因此天鵝座61成為第1顆天文學家可以測量出距離的恆星（不包括太陽在內）。貝塞爾於1838年完成測量，得知天鵝座61的視差為313.6毫角秒，接近目前公認的數值287.18毫角秒（約11.36光年）。
但是僅僅在幾年之後，天文學家發現葛羅姆布里吉1830（Groombridge 1830）的自行運動更大。天鵝座61的自行運動仍然是肉眼可見的恆星中最大的一個（雖然格魯姆布里奇1830的視星等為6.4等，所以可以在非常黑暗的夜空下用肉眼觀測到它）。天鵝座61的自行運動是依巴谷星表列出的恆星系統中第7快的。
到了1911年，天鵝座61的視差數據從貝塞爾當時獲得的0.3136略微修正為0.310，而葉凱士天文台測量到它的徑向速度為62公里/秒，自行運動約79公里/秒，並以100公里/秒的空間速度相對於獵戶座腰帶以西12度的一個點移動。
美國天文學家班傑明·博斯在1911年公佈的數據顯示天鵝座61系統是一個同移恆星團體的成員，這個團體後來擴展到26個潛在成員，可能的成員包括：天鴿座β、山案座π、金牛座14及室女座68。這個同移恆星團體相對於太陽的空間速度是105-114公里/秒。
由於天鵝座61的角度相當分散（公轉速度相對較慢），天文學家最初對於天鵝座61系統內的兩顆恆星是否存在物理關係並不清楚。天文學家測量各自的視差數值分別是0.360"與0.288"，顯示它們之間的距離超過2光年。然而1917年精準的視差數據顯示它們之間的差異已經顯著減少。天文學家在1934年確定天鵝座61是一個雙星系統，並公開相關的軌道根數數據。
一名使用7×50雙筒望遠鏡的觀測者可以在兩個雙筒望遠鏡的範圍內找到位於天鵝座61東南方的天津四。天鵝座61兩顆恆星的分開角度稍微比土星的角直徑（16-20"）還大。因此在理想的觀測條件下，觀測者可以用6公釐光圈的望遠鏡將天鵝座61解析成兩顆恆星，這對於普通雙筒望遠鏡來說只是一個基本的功能。

## 性質
雖然人類肉眼看來天鵝座61似乎是一顆單星，但是它其實是一個結構比較分散的雙星系統，由兩顆K型的主序星（天鵝座61A及天鵝座61B）所組成。天鵝座61A比較明亮，視星等為5.2等，天鵝座61B則是6.1等。因為它們都在古老的星盤中形成，所以天文學家估計天鵝座61的年齡比太陽更大。天鵝座61相對於太陽的空間速度為108公里/秒，所以它們的自行運動快速。天鵝座61距離地球略為超過11光年，也是最接近地球的恆星系統之一。天鵝座61A也是人類肉眼可見的恆星中距離地球地4近的，僅次於天狼星、天苑四及南河三。天鵝座61A從1943年開始被分類為K5 V型恆星，而天鵝座61B從1953年開始被分類為K7 V型恆星。該恆星系統將會在公元20,000年左右最接近地球，屆時距離太陽大約只有9光年。

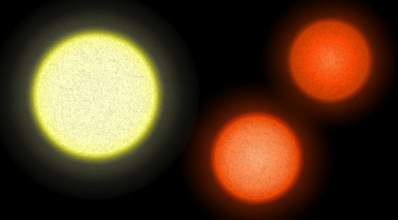
天鵝座61A（右上）、天鵝座61B（右下）與太陽（左邊）的大小比較

這兩顆恆星以659年的週期繞行雙星系統的質心，平均距離約84天文單位（地球與太陽之間距離的84倍）。天鵝座61擁有相對較大的軌道離心率（0.48）意味著這兩顆恆星在近拱點相距44天文單位，在遠拱點相距124天文單位。因為它們的公轉軌道十分疏遠，所以天文學家難以確定這兩顆恆星各自的質量，這些數值的準確性仍然有些爭議。天文學家在未來可能可以藉由星震學研究來解決這個問題。
天鵝座61A的質量比天鵝座61B還要高約11%，它的恆星磁場活動週期比太陽黑子的活動週期更為明顯。這是一個複雜且不固定的活動週期，約為7.5±1.7年（早期的估計為7.3年）。自轉及色球層的活動共同對太陽黑子活動產生影響是天龍座BY變星的特色。因為天鵝座61A整體的自轉速度並不一致，所以恆星表面的自轉週期隨著緯度改變，介於27至45天之間，自轉週期平均是35天。
天鵝座61A噴射出的恆星風在恆星附近的星際雲內產生一個氣泡，並沿著恆星在銀河系內的運動方向延伸30天文單位，大約相當於海王星與太陽之間的距離。因為氣泡延伸的範圍比天鵝座61A與天鵝座61B之間的距離還要短，所以天鵝座61A與天鵝座61B很有可能沒有位在同一個的氣泡中。這個氣泡如此緊密可能是由於恆星風的質量較低，而且以相對較高的速度通過天鵝座61中心所致。

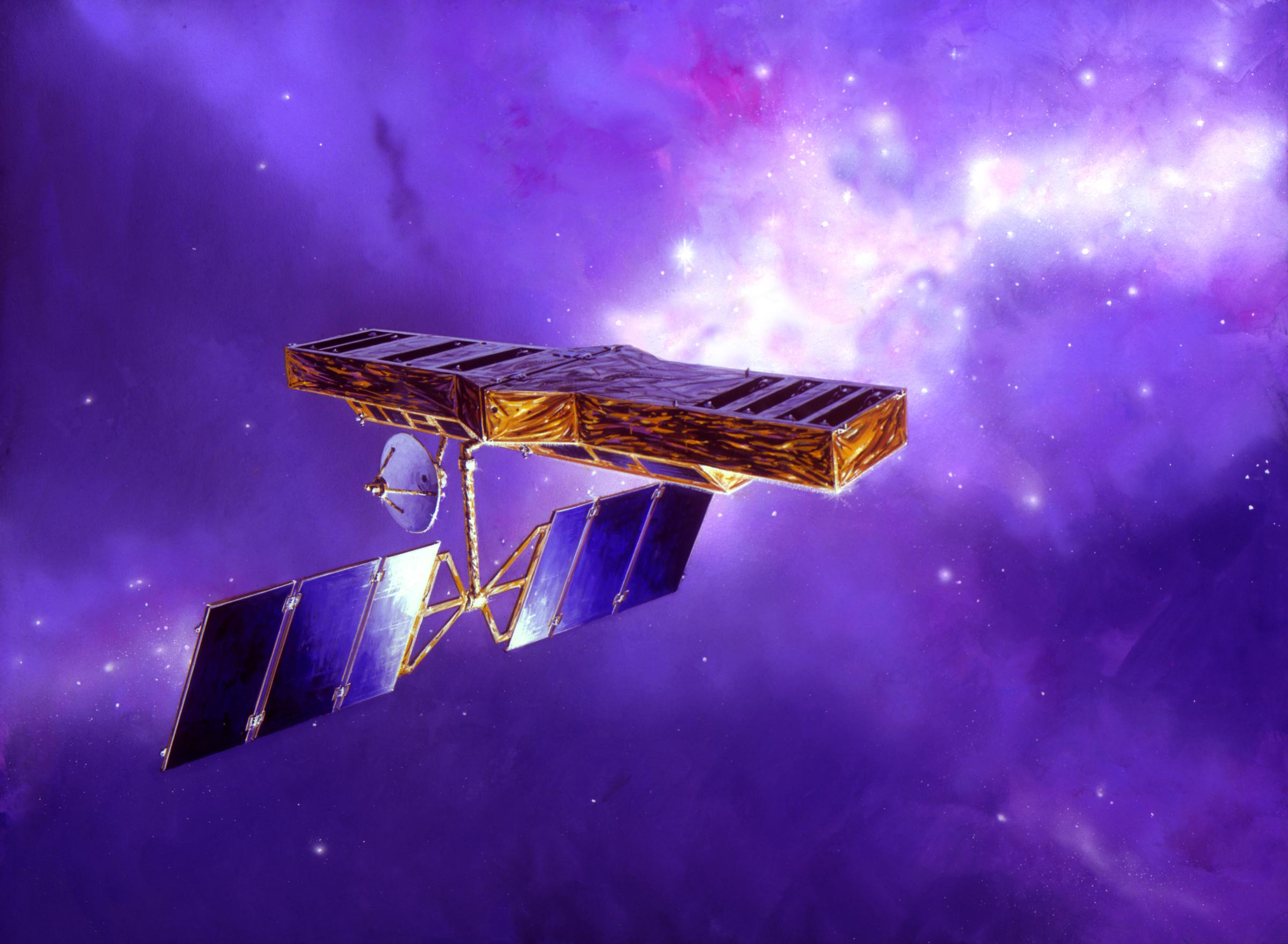
天鵝座61恆星系是太空干涉測量任務的觀測目標之一

天鵝座61B的變化模式比天鵝座61A還要混亂，並具有顯著的短週期耀斑。天鵝座61B整體的活動週期為11.7年，這兩顆恆星都有耀斑活動，但是天鵝座61B的色球活動比天鵝座61A的成份還要活躍25%。這也導致兩顆恆星擁有不同的活動週期，恆星表面的週期變化隨著緯度改變，介於32至47天之間，週期平均是38天。
天文學家對於天鵝座61系統年齡的看法有些分歧，他們根據恆星運動學的數據估計天鵝座61的年齡約為100億年，而根據恆星自轉或其旋轉與色彩來測定恆星年齡的結果顯示天鵝座61平均年齡為20±2億年，從色球活動則得知天鵝座61A和天鵝座61B的年齡分別是23.6億年與37.5億年，使用等時線估計方法（涉及到恆星演化的標準模型）則顯示天鵝座61A和天鵝座61B的年齡分別是4.4億年與6.8億年。然而天文學家根據一個使用2008年科特迪瓦蔚藍海岸天文台CESAM2k代碼計算出來的演化模型，估計天鵝座61系統的年齡為60±10億年。

## 發現行星的宣稱
天文學家曾經多次聲稱在天鵝座61附近發現望遠鏡看不見的低質量伴星－行星或褐矮星。斯普勞爾天文台（Sproul Observatory）的Kaj Strand在彼得·范德·坎普（Peter van de Kamp）的指導下，當時他在天鵝座61A和天鵝座61B軌道運動偵測到微弱但系統性的變化，在1942年首次發表在天鵝座61發現行星的消息。這些擾動顯示有一顆體積為天鵝座61A三分之一的天體繞行著天鵝座61A。他在1957年提出更精確的數據，聲稱該天體的質量為木星8倍，並計算出它的軌道週期為4.8年，半長軸為2.4天文單位。聖彼得堡附近普爾科沃天文台的蘇聯天文學家在1977年時宣稱該恆星系統擁有3顆行星：2顆巨大的氣體行星分別擁有6倍及12倍木星質量，並繞行著天鵝座61A，而一顆擁有7倍木星質量的氣體行星則繞行天鵝座61B。斯普勞爾天文台的武爾夫·迪特爾·海因茨（Wulff-Dieter Heintz）在1978年證明這些宣稱，以及許多其他恆星周圍看不見的伴星，全部都是虛假的。因為天文學家沒有發現任何證據來證明存在質量低至太陽質量6%（大約等於60倍木星質量）的天體運行。

### 精確得知行星可能存在的區域
直到目前為止，天文學家並未證實任何行星存在於天鵝座61系統內。而麥克唐納天文台小組則計算出可能存在的行星數據，認為圍繞天鵝座61A及天鵝座61B的行星質量上下限為0.07至2.4木星質量，行星與主星的平均距離則介於0.05至5.2天文單位。
由於天鵝座61距離太陽並不遠，所以經常引起天文學家的興趣。這兩顆恆星被美國太空總署太空干涉測量任務選為「第一級」目標。這項任務是有潛力探測出低至3倍地球質量與距離主星2天文單位的行星。天文學家對於天鵝座61系統已偵測到過量的遠紅外線輻射，超過恆星所發出的數值。這種過量情況有時候與岩屑盤有關，但是在這種情況下，它將十分接近一顆或兩顆恆星，但是天文學家尚未使用望遠鏡觀測到這種情況。

## 外部連結
- . SolStation.   [2007-07-16]. （原始内容存档于2014-08-21）.
- Kaler, James B. . 伊利诺伊大学厄巴纳-香槟分校.   [2007-07-16]. （原始内容存档于2007-07-07）.